# Mārtiņš Krūmiņš
 (avril 2019).
Si vous disposez d'ouvrages ou d'articles de référence ou si vous connaissez des sites web de qualité traitant du thème abordé ici, merci de compléter l'article en donnant les références utiles à sa vérifiabilité et en les liant à la section « Notes et références ».
Mārtiņš Krūmiņš, né le 2 mars 1900 à Riga et mort le 26 janvier 1992, est un peintre letton qui a émigré aux États-Unis en 1950.